# Viviana Peña
Viviana Peña Freire  es una botánica, ficóloga, profesora, taxónoma, y exploradora española.
Desarrolla actividades académicas y científicas en el Grupo de Investigación en Biología Costera, Universidad de La Coruña

### Libros
- Juan Lugilde, Ignacio Bárbara, Viviana Peña. 2022. Algas coralinas (Corallinophycidae, Rhodophyta) de Galicia y norte de Portugal. Servicio de Publicacions Universidade da Coruña.

- Marco Antonio Ámez, I. Bárbara, Bode, A., José Castro, José Luis Cebrián-Domínguez, Javier Cremades, Javier Cristobo, P. Díaz Tapia, Juan Fernández-Feijoo, Verónica García Redondo, Santiago Parra-Descalzo, Viviana Peña, Pilar Ríos, José Rodríguez-Gutiérrez,, Joaquín Valencia Vila, Marta María Varela, María del Carmen Vázquez-Vázquez, Eva María Velasco. 2021. Biodiversidad marina del Golfo Ártabro (A Coruña): 50 aniversario del Centro Oceanográfico de A Coruña. ISBN 9788495877567.

## Honores

### Membresías
- de la Société Botanique de France[1]

- La abreviatura «V.Peña» se emplea para indicar a Viviana Peña como autoridad en la descripción y clasificación científica de los vegetales.[2]